# James Hla Kyaw
James Hla Kyaw (n. 1866 - d. 1919), cunoscut de asemenea și ca U Hla Kyaw, a fost unul dintre pionierii literaturii birmaneze. Este autorul primului roman birmanez,  Maung Yin Maung, Ma Me Ma.